# Święto Duchów

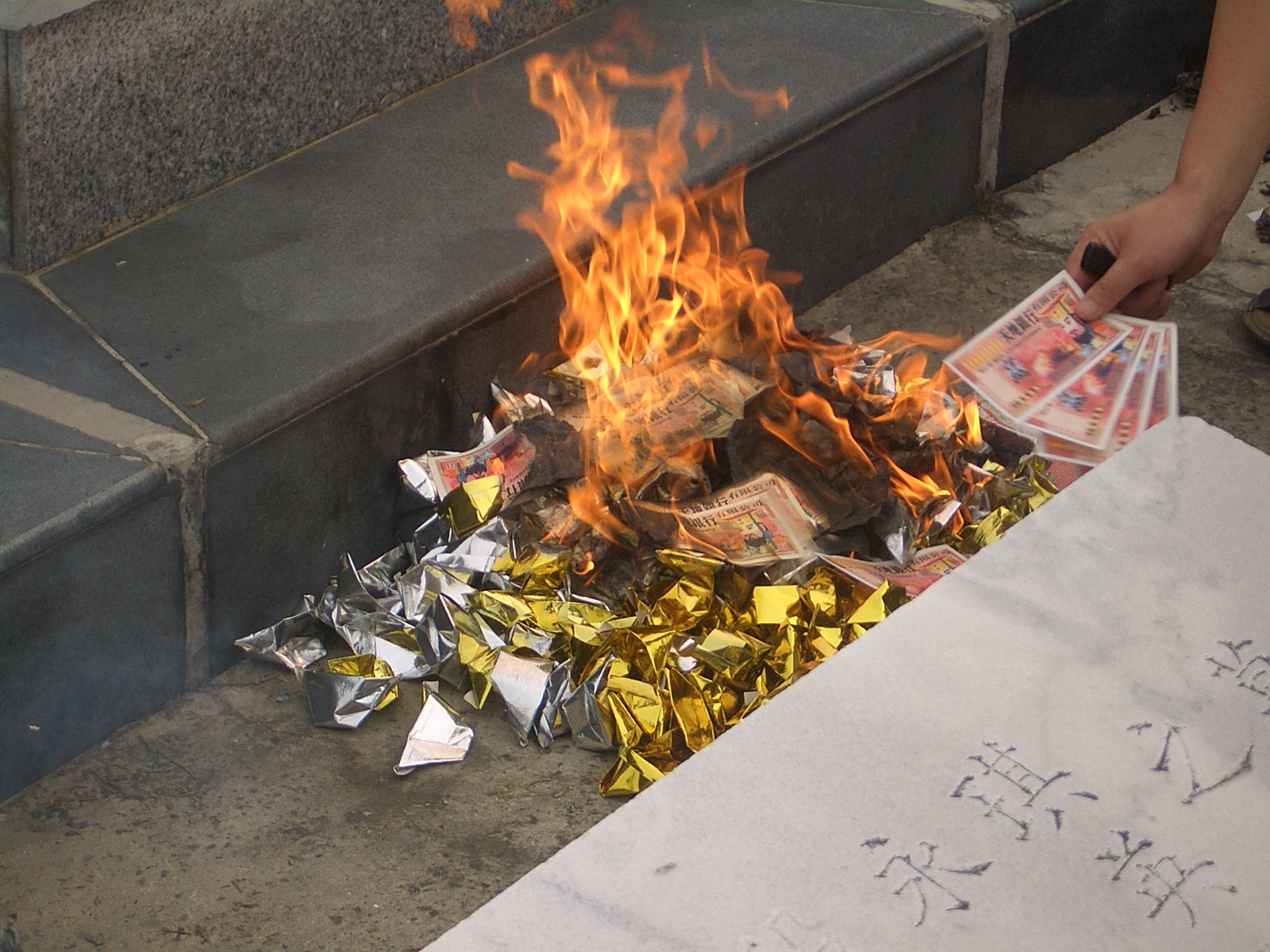
Palenie papierowych pieniędzy na chińskim cmentarzu

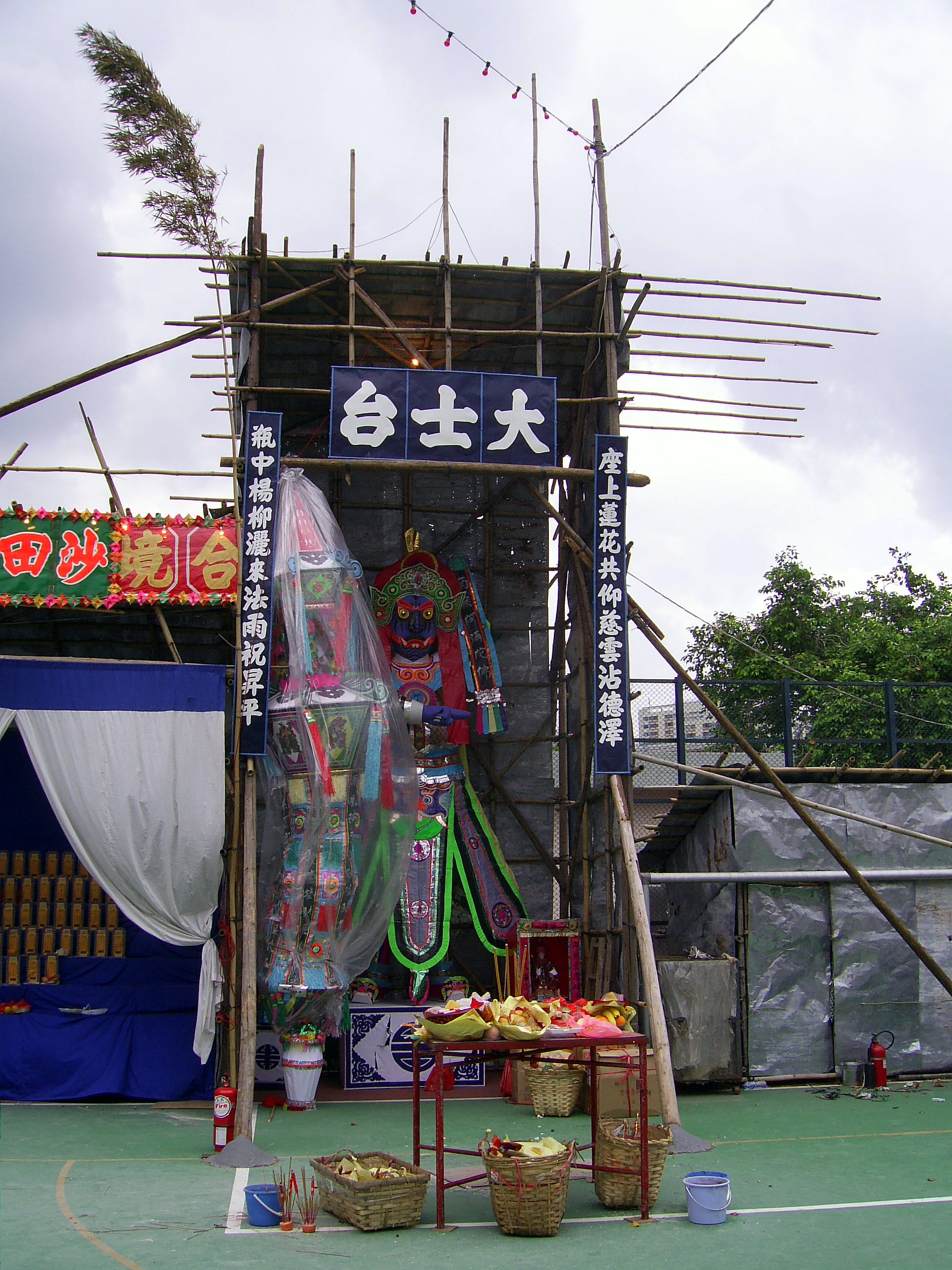
Papierowa podobizna Króla Duchów w Shatin, Hongkong

Święto Duchów (chin. upr. 中元节, chin. trad. 中元節, pinyin zhōngyuánjié) – tradycyjne chińskie święto zmarłych. Według chińskiego kalendarza przypada na piętnasty dzień siódmego miesiąca. Zgodnie z podaniami ludowymi Święto Duchów zostało ustanowione przez taoistycznego mnicha Bukonga, żyjącego w VIII wieku.
Według chińskiej tradycji siódmy miesiąc to Miesiąc Duchów, w którym duchy na 29 lub 30 dni przybywają z zaświatów i odwiedzają żyjących. 
Obchody Święta Duchów urządzane są na cmentarzach, a także w prywatnych domach. Powszechne jest puszczanie na wodę małych trzcinowych łódek z lampionami, które mają wyznaczać kierunek zagubionym duchom.
Do tradycyjnych rytuałów związanych ze Świętem Duchów należy palenie przed tabliczkami przodków papierowych imitacji pieniędzy, odzieży i innych przedmiotów codziennego użytku.